# Billboard Brasil
Billboard Brasil là một bảng xếp hạng đĩa đơn được phát hành hàng tháng tại Brasil, bởi tạp chí Billboard. Bảng xếp hạng ra mắt vào ngày 10 tháng 10 năm 2009, với hơn 40.000 bản cho một lần in giấy . Được phân phối trên toàn quốc bởi nhà phân phối lớn nhất của Brasil mang tên DINAP.
Tạp chí này ra đời một cách tình cờ trong chuyến đi khảo sát của Bill Werde - tổng biên tập bảng xếp hạng Billboard của Mỹ - và ông đã sáng lập điều này cho Brasil trong tháng 9 năm 2009, ông tâm sự rằng ông thích âm nhạc của Brasil, và bảng xếp hạng Billboard giữ một mắt xích quan trọng trong thị trường địa phương. Khoảng 60% của các trang biên tập được sản xuất ở Brasil, phần còn lại là dịch từ các ấn bản quốc tế.
Billboard Brasil cũng tương tự như bảng xếp hạng Billboard Hot 100 của Mỹ, bao gồm cả hai bảng xếp hạng Brasil Hot 100 và Billboard 200, ngoài các bài viết về âm nhạc trong khu vực và quốc tế, cũng như các bảng xếp hạng ở địa phương và thế giới. Tất cả các bảng xếp hạng của Brasil được thực hiện đều dựa trên một bảng báo cáo của Crowley Broadcast Analysis, phát sóng trên 265 đài phát thanh trong cả nước và cung cấp dịch vụ này cho các ngành công nghiệp âm nhạc. Brasil trở thành quốc gia thứ ba khi có sự giao thiệp các ấn bản in với tạp chí Hoa Kỳ, sau Nga và Thổ Nhĩ Kỳ.
Đĩa đơn quán quân đầu tiên trên bảng xếp hạng này thuộc về ca khúc "Halo" của Beyoncé. Vào tháng 5 năm 2010, "Tapa na Cara" (tiếng Anh: "Slap trong Face") của bộ đôi nhóm nhạc Zezé Di Camargo & Luciano đã trở thành bài hát Brasil đầu tiên giành được vị trí quán quân trên bảng xếp hạng chính thức này.

## Bảng xếp hạng
Bảng xếp hạng Billboard được chấp nhận như một bảng xếp hạng chính thức của Brasil. Được công bố hàng tháng tại trang web và tạp chí của quốc gia.
- Brasil Hot 100 Airplay
- Brasil Hot Pop Songs
- Brasil Hot Popular Songs
- Brasil Hot Regional (của thành phố)
  - Belo Horizonte Hot Songs
  - Brasília Hot Songs
  - Campinas Hot Songs
  - Curitiba Hot Songs
  - Porto Alegre Hot Songs
  - Recife Hot Songs
  - Ribeirão Preto Hot Songs
  - Rio de Janeiro Hot Songs
  - Salvador Hot Songs
  - São Paulo Hot Songs

## Các ca khúc quán quân đầu tiên trên bảng xếp hạng
Bảng xếp hạng chính (Tháng 10, 2009)
| Tên bảng xếp hạng       | Bài hát               | Nghệ sĩ         |
| ----------------------- | --------------------- | --------------- |
| Brasil Hot 100 Airplay  | "Halo"                | Beyoncé         |
| Brasil Hot Pop Songs    | "Halo"                | Beyoncé         |
| Brasil Hot Popular Sogs | "Amor Não Vai Faltar" | Bruno & Marrone |

BRASIL HOT REGIONAL (Tháng 10, 2009)
| Tên bảng xếp hạng        | Bài hát               | Nghệ sĩ             |
| ------------------------ | --------------------- | ------------------- |
| Belo Horizonte Hot Songs | "Halo"                | Beyoncé             |
| Curitiba Hot Songs       | "Halo"                | Beyoncé             |
| Porto Alegre Hot Songs   | "Halo"                | Beyoncé             |
| Recife Hot Songs         | "Halo"                | Beyoncé             |
| Rio de Janeiro Hot Songs | "Halo"                | Beyoncé             |
| São Paulo Hot Songs      | "Halo"                | Beyoncé             |
| Brasília Hot Songs       | "Amor Não Vai Faltar" | Bruno & Marrone     |
| Ribeirão Preto Hot Songs | "Amor Não Vai Faltar" | Bruno & Marrone     |
| Campinas Hot Songs       | "Talvez"              | Don & Juan          |
| Salvador                 | "É Só Você Pedir"     | Chiclete Com Banana |